# Дрохва індійська
Дрохва індійська (Ardeotis nigriceps) — вид птахів родини дрохвових (Otidae).

## Поширення
Вид поширений в Індії та Пакистані. Загальна популяція виду становить не більше 300 птахів (за даними 2010 року). 90 % популяції знаходиться в пустелях Раджастану на заході Індії. Декілька птахів зафіксовано в пустелі Чолістан на сході Пакистану. Решта птахів мешкає в степах Індостану.

## Опис
Досить великий птах. Самець сягає заввишки до 100—122 см, розмах крил до 2,5 м, вага понад 18 кг. Самиці менші — завдовжки 76–92 см, вагою 3,5–6,75 кг. Спина коричнева, голова і шия сірувато-бежевого кольору, такого ж кольору черево. У самців на грудях чорна смуга. На голові є чорний чубчик довжиною до 5 см. На довгих, міцних ногах по три пальці, спрямованих вперед. Довжина середнього пальця становить приблизно 7,5 см.

## Спосіб життя
Мешкає в пустелях, степах, сухих луках. Птах бігає дуже швидко і добре літає. Трапляється невеликими групами, які сезонно мігрують в пошуках підходящих луків. У період розмноження відкладає лише 1 яйце.